# Hilo dental

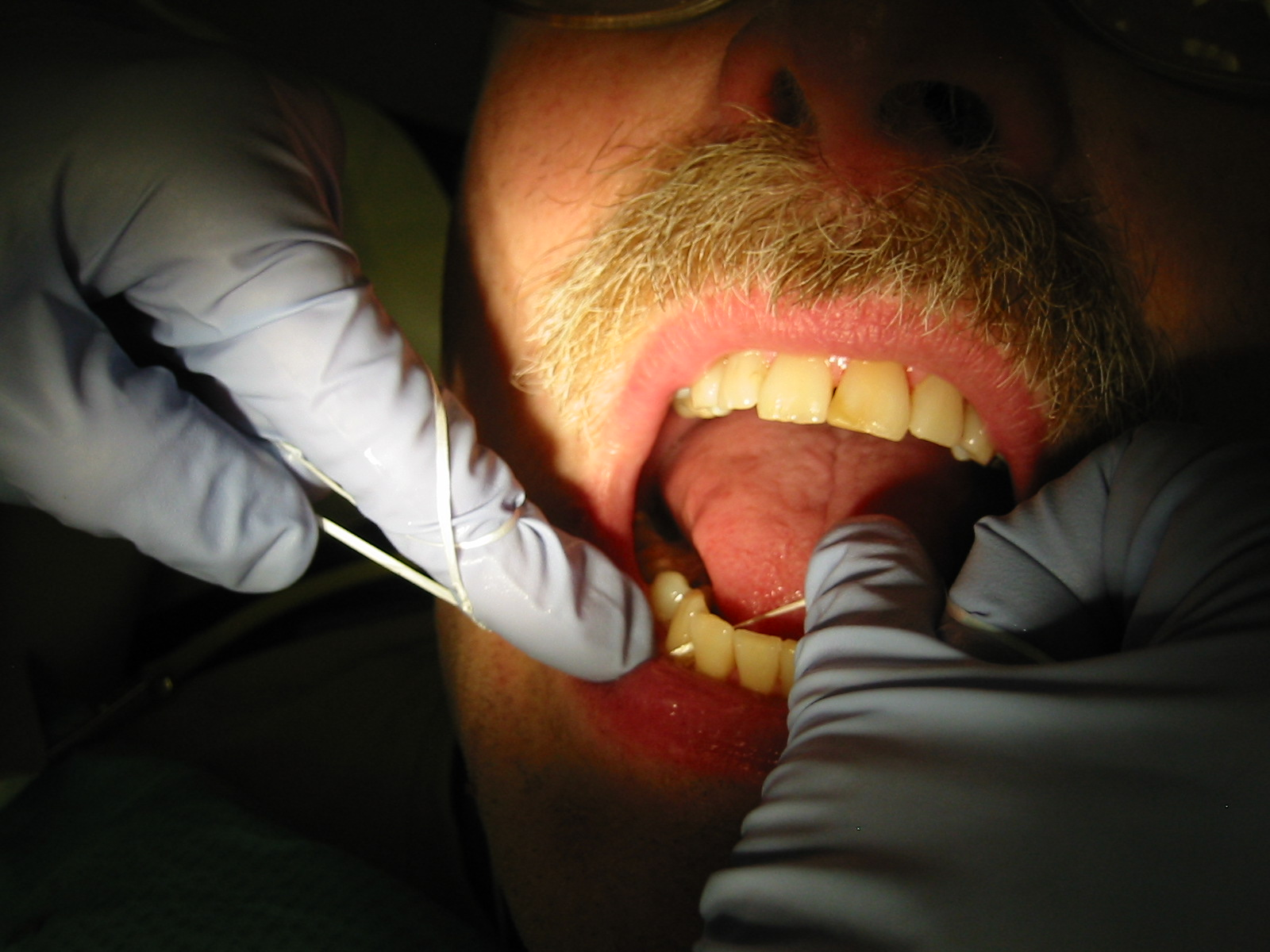
Higienista dental usando hilo dental durante una limpieza dental a un paciente.

El hilo dental, también conocido como seda dental, es un conjunto de finos filamentos de nailon o plástico (comúnmente teflón o polietileno) usado para retirar pequeños trozos de comida y placa dental entre los dientes. El hilo se introduce entre los dientes, cuidadosamente, y se hace recorrer el borde de los dientes, en especial por la zona cercana a la encía, algo que combinado con el cepillado de dientes previene infecciones de las encías, halitosis y caries dentales. El hilo dental puede encontrarse protegido con una capa de cera. Existen distintos tipos según el grosor del hilo, que debe ser seleccionado según el espacio entre los dientes del usuario.

## Historia
El hilo dental es un invento antiguo. Los investigadores han hallado restos de hilo dental en dientes de humanos prehistóricos. Sin embargo, su versión más moderna fue desarrollada por Levi Spear Parmly, dentista de Nueva Orleans. A través de su consulta comenzó a recomendar a sus pacientes que utilizasen para limpiarse los dientes con el hilo de seda desde 1815.[cita requerida]
Sin embargo, el hilo dental aún no estaba disponible para los consumidores hasta que la compañía Codman & Shurtleft comenzó a fabricar hilo de seda en 1882. En 1876 le fue otorgada al inventor estadounidense E. Parmly Brown una patente sobre una seda dental desinfectada. Posteriormente, en 1896, la compañía Johnson & Johnson Corporation comenzó a fabricarlo y dos años más tarde recibió su primera patente al respecto. Otras compañías que empezaron a fabricar este producto fueron Red Cross, Salter Sill Co. y Brunswick.
El uso del hilo dental fue casi nulo hasta la Segunda Guerra Mundial. Es entonces cuando el Doctor Charles C. Bass desarrolla el hilo de nailon. Este hilo consiguió desbancar al hilo de seda debido a su gran resistencia a la abrasión y a su elasticidad.[cita requerida]
Los dentistas de todo el mundo recomiendan un cepillado tras cada comida, el uso del hilo dental una vez al día y opcionalmente un enjuague con un colutorio dental. Aunque el cepillado de dientes está más que extendido en nuestra sociedad, tanto el enjuagado como la utilización del hilo dental se mantiene como una actividad secundaria a la limpieza de dientes, casi optativa, cuando en realidad debería ser complementaria.[cita requerida]

## Tipos de hilo dental

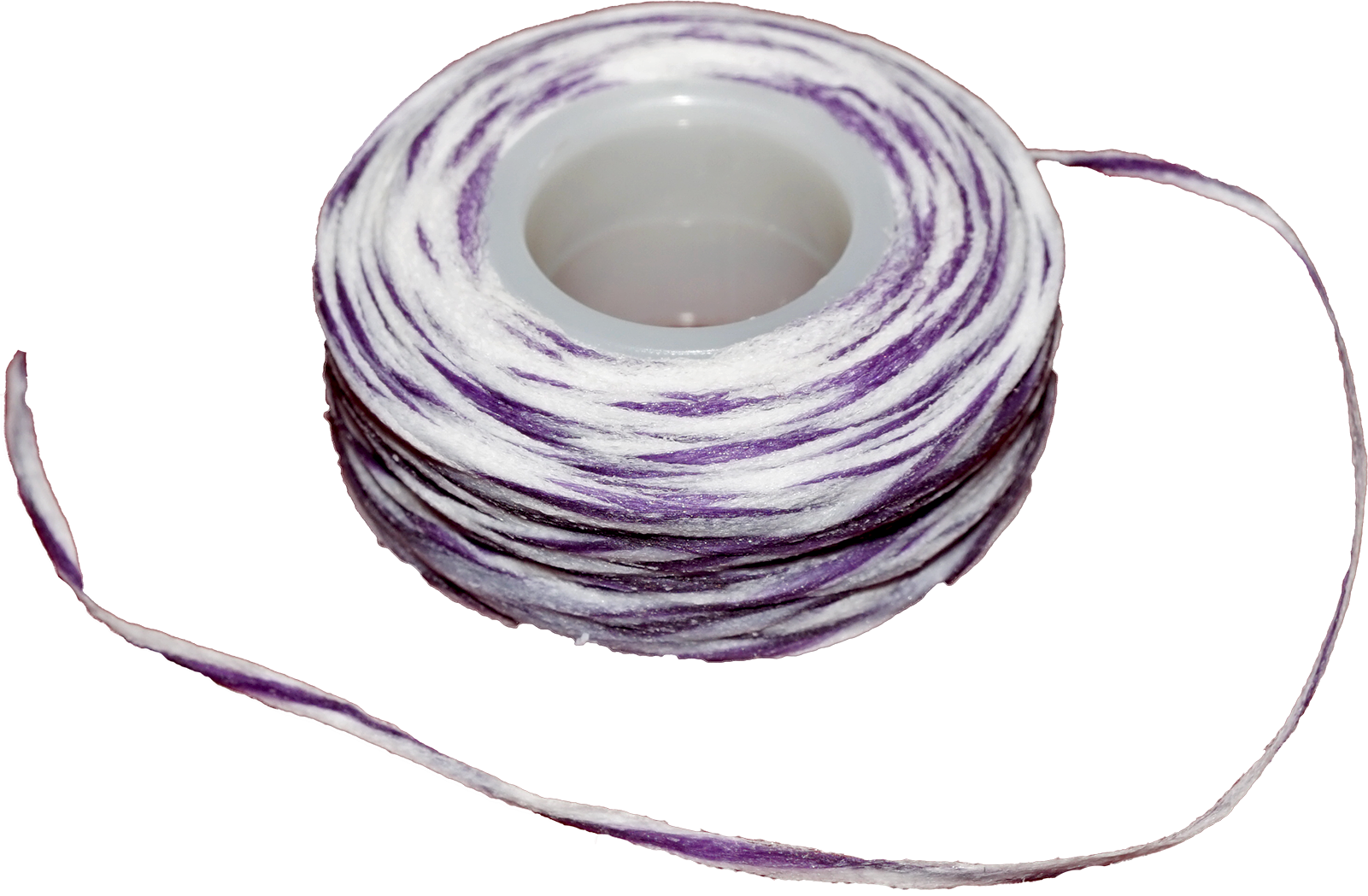
Hilo dental con flúor

El hilo dental está disponible en formas variadas, incluyendo monofilamentos y multifilamentos, con cera o sin cera. El hilo dental que se hace de monofilamentos recubiertos se desliza fácilmente entre los dientes, no se deshilacha y su precio suele ser más caro que los no recubiertos con cera. En comparación, el hilo multifilamento, con el uso se produce la separación de sus fibras. 
Además, una variable cuando se selecciona un hilo dental es el espesor. Los hilos con o sin cera se presentan con diferentes anchos. No parece existir diferencia en la eficacia del hilo dental con o sin cera, pero se dice que algunos tipos de hilo dental encerado pueden contener agentes antibacterianos y/o fluoruro de sodio. 
No hay hilo dental que sea superior al otro en cuanto a eficacia de limpieza se refiere. Factores tales como el tamaño de los espacios entre los dientes y la preferencia del paciente deben ser considerados cuando se decide el tipo de hilo más adecuado. La cinta dental es otro tipo de hilo dental que tiene un diseño más amplio y más plano, en comparación con el hilo dental convencional. Se recomienda la cinta dental para los individuos que tienen una mayor área de superficie del diente de limpiar.
La capacidad de los diferentes tipos de hilo dental para eliminar la placa dental entre los dientes no varía significativamente, es decir, el tipo de seda más barata tiene un impacto similar en la higiene oral al de la más cara. El hilo dental ayuda a eliminar la placa y las partículas de alimentos de estos lugares de difícil acceso, evitando así la aparición de caries. Los estudios han demostrado que el uso regular del hilo dental reduce drásticamente el riesgo de caries interproximales.

## Compañías con el producto en el mercado
- Crest Glide
- Oral-B
- Johnson & Johnson
- Colgate
- Poly-Floss
- Lacer
- Vitis
- Apply Silk Archivado el 5 de agosto de 2020 en Wayback Machine.